# Мирт
Мирт (Mȳrtus) — рід рослин родини миртових, що складається з трьох видів. Це дерева з вічнозеленим листям з білими пухнастими квітками, що містять ефірні олії.
Види
- Мирт звичайний (Myrtus communis)
- Мирт сахарський (Myrtus nivelii)
- Myrtus phyllireaefolia

## Походження слова
Слово мирт запозичене безпосередньо з грецької мови чи за допомогою латини в другій половині XVII століття. Латинське myrtus «мирта, південна вічнозелена рослина, що містить в листі ефірну олію» — з грецької мови, де μύρτος «мирт» — похідне від μυρρα «мирра, рідке пахощі», яке має відповідність в семітських мовах.